# Live Aid
Il Live Aid è stato un concerto musicale svoltosi il 13 luglio 1985 al Wembley Stadium di Londra e al John Fitzgerald Kennedy Stadium di Philadelphia.
È stato il più grande collegamento satellitare e la più grande trasmissione su televisione di tutti i tempi: si stima infatti che quasi due miliardi di telespettatori in centocinquanta nazioni diverse abbiano assistito al concerto in diretta.
Il Live Aid è stato organizzato da Bob Geldof e Midge Ure allo scopo di ricavare fondi per alleviare la carestia che aveva colpito l'Etiopia in quegli anni.

## Descrizione
Il concerto è iniziato alle 12:00 (GMT) a Wembley (Regno Unito). È proseguito allo Stadio JFK (USA) con inizio alle 13:51 (8:51 AM Eastern time). Lo spettacolo allo stadio di Wembley è terminato alle 22:00, quello allo stadio JFK alle 04:05. In totale ha avuto una durata di 16 ore, ma poiché le esibizioni di alcuni artisti sono state mostrate contemporaneamente nei due stadi la durata totale del concerto è di molto superiore.
Il concerto è stato il più ambizioso progetto di trasmissione satellitare internazionale mai realizzato fino all'epoca.
In Europa, l'evento è stato trasmesso dalla BBC. La trasmissione della BBC è stata aperta da Richard Skinner e Andy Kershaw e ha incluso numerose interviste e discussioni tra le varie esibizioni. L'audio della trasmissione televisiva della BBC era monofonico, mentre quello proveniente dalla "BBC Radio 1", che trasmetteva in contemporanea, era stereofonico. A causa della sovrapposizione tra Londra e Philadelphia, i produttori della BBC hanno omesso la riunione di Crosby, Stills, Nash & Young dalla trasmissione. La BBC ha, comunque, fornito una versione "pulita" della trasmissione a vari canali TV in Europa.
ABC ha largamente contribuito per la trasmissione americana (nonostante la stessa ABC abbia poi trasmesso solo le ultime tre ore di concerto da Philadelphia, condotte da Dick Clark, mentre il rimanente veniva trasmesso in collaborazione con altre reti televisive). Una trasmissione simultanea e completamente separata americana è stata fornita agli utenti via cavo da MTV. La trasmissione di MTV è stata presentata in stereo. Mentre le trasmissioni della BBC, che è un canale pubblico, erano senza intermezzi pubblicitari, sia la trasmissione di MTV che quella dell'ABC hanno incluso pubblicità ed interviste. Come risultato, molte canzoni sono state "coperte" dalle pause per la pubblicità poiché eseguite nello stesso momento.
L'ABC Radio network ha diffuso il concerto alla radio, e, qualche giorno dopo, anche molte delle esecuzioni mancanti dalla trasmissione radio originale.
A metà concerto Billy Connolly ha annunciato che il 95% delle televisioni mondiali era sintonizzato sull'evento.
Alcuni degli artisti previsti per l'esibizione hanno disdetto la partecipazione poco prima, decidendo di non apparire sul palco, tra questi i Tears for Fears, Julian Lennon e Cat Stevens (che scrisse una canzone per il Live Aid mai eseguita: questo sarebbe stato il suo primo concerto dopo la conversione all'islam e la modifica del proprio nome in Yusuf Islam). Prince fornì un filmato di 4 the tears in your eyes.
La proposta per Mick Jagger di esibirsi in un duetto intercontinentale dagli Usa con David Bowie a Londra, causa problemi di sincronizzazione, non fu realizzata, invece Jagger e Bowie crearono un videoclip per la canzone che avrebbero voluto cantare, una reinterpretazione di Dancing in the Street. Jagger si è esibito con Tina Turner live alla sezione di concerto di Philadelphia.
Ognuna delle due porzioni di concerto si è conclusa con il proprio inno continentale all-star contro la fame, con la Band Aid a chiusura del concerto in Gran Bretagna con Do They Know It's Christmas, e USA for Africa a chiusura del concerto in USA (e quindi dell'intero evento) con We Are the World. La trasmissione transatlantica dal Wembley Stadium ha incontrato alcuni problemi tecnici e si è interrotta durante la performance degli Who durante l'esecuzione della canzone My Generation.
Dal giorno del concerto, alcuni bootleg video e audio sono stati ampiamente diffusi, ma il concerto non è stato pubblicato commercialmente fino a quando nel novembre 2004 Warner Music Group ne ha pubblicato una edizione di 4 DVD seppur non integrale.
Ispirò anche la canzone dei Queen One Vision, usata anche come canzone di apertura al famosissimo concerto di Wembley del 1986.

## Concerto di Londra
Gli Status Quo hanno aperto l'evento con Rockin' All Over the World.
Elvis Costello ha cantato, accompagnato solamente da una chitarra, All You Need Is Love dei Beatles, presentandola semplicemente come una "English folk song", accompagnato dal pubblico.
L'esibizione dei Queen è stata giudicata la migliore performance dell'evento. L'istrionismo del cantante Freddie Mercury ha trascinato l'intero stadio di Wembley, con le canzoni Bohemian Rhapsody (solo la prima strofa, il primo ritornello, seconda strofa e secondo ritornello), Radio Ga Ga, Hammer to Fall, Crazy Little Thing Called Love, We Will Rock You e We Are the Champions. Elton John in un'intervista dichiarò "quel giorno Freddie Mercury ha rubato la scena a tutti".
Anche l'esibizione di Elton John, il cui manager aveva collaborato alla realizzazione dell'evento, è stata grintosa e scoppiettante, eseguendo I'm Still Standing, seguita da Bennie and the Jets e Rocket Man; inoltre Elton fece duetto con Kiki Dee in Don't Go Breaking My Heart e George Michael in Don't Let the Sun Go Down on Me.
Un altro momento che ha ricevuto una grande risposta dal pubblico è stato quando David Bowie ha eseguito Heroes dedicandola al suo giovane figlio, così come a "tutti i nostri figli ed ai figli di tutto il mondo."
La coinvolgente performance degli U2, anche questa fortemente voluta dalla loro casa discografica, ha definitivamente imposto il nome della band a livello mondiale, mettendo in mostra le capacità "live" del gruppo irlandese per le quali gli U2 sarebbero poi diventati delle "superstar" negli anni a venire. Durante la performance di Bad, Bono notò una ragazza del pubblico - Kal Khalique - schiacciata contro le transenne e, dopo aver gesticolato senza che i membri della sicurezza se ne accorgessero, scese dal palco e la fece estrarre dalla folla inscenando una breve danza, cosa che portò l'esecuzione del pezzo a superare i 12 minuti e a dover tagliare il brano di chiusura previsto, Pride (In the Name of Love).
Gli organizzatori del concerto hanno successivamente detto di essere stati attenti ad assicurarsi che almeno un componente dei Beatles, idealmente Paul McCartney, prendesse parte al concerto poiché la presenza di un "elder statesmen" della musica britannica avrebbe dato legittimazione agli occhi dei capi politici ai quali si stava cercando di cambiare opinione. McCartney ha accettato di esibirsi dicendo che "il management" - suo figlio - lo aveva persuaso a prendere parte al concerto. Nel concerto è stato l'ultimo artista (escludendo il finale della Band Aid) a salire sul palco, ma fu vittima di problemi tecnici. Il suo microfono è rimasto spento per i primi due minuti della sua performance al pianoforte di Let It Be rendendo impossibile l'ascolto sia per gli spettatori alla tv che quelli allo stadio. Nell'edizione di 20 anni dopo in DVD la traccia del microfono e del pianoforte sono state rimasterizzate utilizzando quelle originali inizialmente poco udibili ma passate per il mixer.

## Concerto di Philadelphia
Phil Collins riesce a esibirsi a Londra e poi a raggiungere Philadelphia nella stessa giornata grazie all'aereo supersonico Concorde della British Airways. A bordo dell'aereo, Collins trovò per caso la cantante Cher che non sapeva nulla del concerto evento in corso; senza troppi indugi, la cantante fu convinta a fare un'ospitata nel finale del concerto di Philadelphia cantando il brano We Are the World con tutti gli artisti del concerto.
Iniziando il secondo concerto negli Usa a pomeriggio inoltrato, Collins salutò i fan dicendo: "Assurdo! Questo pomeriggio ero in Inghilterra! Il mondo è strano"
Bette Midler presenta una giovane Madonna affermando: "She's great, she's hot, she's a lot like a virgin… she's Madonna!"
Cantando Blowin' in the Wind, Bob Dylan ha rotto una corda della chitarra e Ronnie Wood si è tolto la propria passandola a lui. Wood è quindi rimasto sul palco sprovvisto del suo strumento musicale e si è messo a suonare una chitarra immaginaria, imitando Pete Townshend degli Who, finché un assistente di scena non gli ha dato una chitarra sostitutiva.
La parte di concerto al John F. Kennedy Stadium include la riunione di Crosby, Stills, Nash & Young e dei membri dei Led Zeppelin (nonostante non siano stati annunciati col nome del gruppo sul palco, sono stati annunciati come Zeppelin in diretta dal commentatore dell'ABC Dick Clark), in una formazione con doppio batterista che includeva Tony Thompson degli Chic e Phil Collins di nuovo sul palco. Tale esibizione fu però particolarmente controversa, al punto che Jimmy Page la rinnegò, impedendone la trasmissione in video ufficiali e negando il consenso all'inclusione nel DVD ufficiale edito nel 2004.
Si sono ritrovati sul palco anche i Black Sabbath originari, con Ozzy Osbourne alla voce, e hanno suonato tre pezzi cardine della loro carriera: Paranoid, Children of the Grave e Iron Man. Al termine del concerto erano molte le aspettative dei vecchi fan di una reunion definitiva, ma Osbourne e Iommi hanno poi intrapreso strade diverse.
Joan Baez ha intonato Amazing Grace, ricordando il concerto di Woodstock.
Teddy Pendergrass è in questa occasione apparso per la prima volta in pubblico dopo il grave incidente automobilistico che lo ha paralizzato a vita. Pendergrass, insieme ad Ashford & Simpson, ha eseguito Reach Out and Touch.

## Raccolta fondi
Attraverso i concerti gli spettatori furono invitati a donare soldi per la causa del Live Aid. Trecento linee telefoniche furono approntate dalla BBC perché fosse possibile effettuare donazioni tramite carta di credito. Il numero telefonico e un indirizzo a cui inviare assegni fu ripetuto ogni venti minuti. Dopo quasi sette ore di concerto a Londra Bob Geldof controllò quanti soldi fossero stati raccolti, riferendo poi una cifra di circa 1,2 milioni di sterline. Si dice sia apparso deluso dall'importo, dirigendosi verso la postazione di commento radiofonico della BBC. Esaltato ulteriormente dall'esibizione dei Queen che da quel momento definì "assolutamente stupefacente", Geldof concesse un'intervista, in cui molti ricordano averlo sentito dichiarare "Dateci questi fottuti soldi" ("Just give us the fucking money."), anche se pare essere una leggenda metropolitana. Bob disse "La gente sta morendo ORA. Dateci i soldi ORA. Datemi i soldi ora." ("People are dying NOW. Give us the money NOW. Give me the money now."). E più tardi, cercando di imprimere al presentatore della BBC l'importanza del suo appello: "Si fotta l'indirizzo, date solo il telefono, ecco il numero..." ("Fuck the address, just give the phone, here's the number..."). Dopo tale irruente affermazione, le donazioni aumentarono al ritmo di £300 al secondo. Nel prosieguo della serata, dopo l'esibizione di David Bowie, la BBC trasmise un video a Londra e Philadelphia come pure sulle televisioni del resto del mondo collegate, mostrando bambini etiopici affamati e malati, con in sottofondo la canzone Drive dei The Cars. L'effetto estremamente struggente del video aumentò ulteriormente le donazioni.
Come annunciato da Geldof durante il concerto, la Repubblica d'Irlanda avrebbe dato il maggior contributo in rapporto alla popolazione, nonostante la forte crisi economica in cui versava. La singola donazione più importante è venuta, invece, dalla famiglia dei reali del Dubai: 1 milione di sterline durante una conversazione telefonica con Bob Geldof.
Nei giorni successivi la stampa valutò la raccolta fondi tra i 40 ed i 50 milioni di sterline. Oggi la cifra totale raccolta per merito dei concerti viene valutata in 150 milioni di sterline.

## Critiche e controversie
Durante il 1985, irruppe una controversia riguardo alla mancata partecipazione dei Tears for Fears, che erano originariamente scritturati per esibirsi al JFK Stadium a Philadelphia, e la mattina dello storico evento, il 13 luglio 1985, fu annunciato che il gruppo non avrebbe più partecipato allo show. La ragione ufficiale del loro forfait era la mancata disponibilità dei componenti del gruppo, il chitarrista Andrew Saunders e il sassofonista William Gregory, in quanto il loro contratto era scaduto. La band comunque assicurò che avrebbe donato all'organizzazione Aid di Geldof i proventi delle quattro più importanti date del loro tour mondiale a Tokyo, Sydney, Londra e New York. Sei settimane dopo, però, fu rivelato che il vero motivo della mancata partecipazione all'evento, era che Orzabal, indiscusso leader del gruppo, pretendeva garanzie dall'organizzatore Geldof perché i soldi dell'evento fossero effettivamente utilizzati per combattere la fame nel mondo. Fu anche detto che Geldof fece un certo pressing sulla band perché partecipasse dicendo che i Tears for Fears avrebbero contribuito alla morte di mezzo milione di africani se non si fossero esibiti.
La performance di Bob Dylan ha dato adito ad alcune polemiche per questa sua dichiarazione:
"I hope that some of the money... maybe they can just take a little bit of it, maybe... one or two million, maybe... and use it, say, to pay the mortgages on some of the farms and, the farmers here, owe to the banks..."
"Spero che una parte del denaro... forse se ne potrebbe prendere solo una piccola parte, forse... uno o due milioni, forse... e usarla, dico, per pagare le ipoteche su alcune delle fattorie, i contadini qui, dovute alle banche..."
Nella sua biografia Bob Geldof è estremamente critico con questa osservazione, scrive infatti:
"He displayed a complete lack of understanding of the issues raised by Live Aid.... Live Aid was about people losing their lives. There is a radical difference between losing your livelihood and losing your life. It did instigate Farm Aid, which was a good thing in itself, but it was a crass, stupid, and nationalistic thing to say."
"Ha mostrato una totale mancanza di comprensione verso i problemi sollevati dal Live Aid... Live Aid si occupava delle persone che stavano perdendo le proprie vite. C'è una differenza radicale tra perdere i propri beni e perdere la propria vita. Ha proposto Farm Aid, che di per sé era una buona cosa, ma è stato qualcosa di grossolano, stupido e nazionalistico da dire".
La band anarchica Chumbawamba ha pubblicato un album chiamato Pictures of Starving Children Sell Records (Le immagini di bambini che muoiono di fame fanno vendere dischi) nel 1986. In questo album dipingono il Live Aid con cinismo, suggerendo che gli artisti partecipanti fossero lì per sé stessi tanto quanto per le persone che si professavano di aiutare.
Altri musicisti criticarono sarcasticamente l'operazione nelle loro canzoni, come i Faith No More negli Stati Uniti o gli Elio e le Storie Tese in Italia. In Inghilterra, invece, rilevanti furono le accuse di Morrissey degli Smiths, che accusò Bob Geldof di ipocrisia, oltre ad attaccare pesantemente il megagruppo formato dall'evento. "Non ho paura a dire che penso che la Band Aid sia stata diabolica. O di dire che penso che Bob Geldof sia un personaggio nauseante. Molte persone lo ritengono molto inquietante e io lo dirò forte come qualcuno forse si aspetta da me. Il disco era veramente terribile, considerando anche la massa di talenti coinvolti. Uno può avere grande preoccupazione per il popolo etiope, ma è un'altra cosa rispetto a infliggere torture quotidiane al popolo inglese. E non è stato fatto timidamente, era la cosa più ipocrita mai fatta nella storia della musica popolare. Persone come la Thatcher e la famiglia reale potrebbero risolvere il problema etiope in dieci secondi. Ma la Band Aid ha evitato di dire questo, rivolgendosi invece ai disoccupati".
Nonostante ammirasse la generosità e la preoccupazione di Bob Geldof, il conduttore TV Bill O'Reilly della Fox News è stato critico riguardo alla svista del produttore del Live Aid sui soldi raccolti per sostenere la popolazione Etiope, facendo notare nel giugno 2005 che parte dei fondi sono stati rubati da Menghistu Hailé Mariàm e la sua armata. O'Reilly sostiene che le donazioni dovrebbero essere controllate da organizzazioni a scopo benefico operanti nei paesi che ricevono aiuto, invece di governi che potrebbero essere corrotti.
Tim Russert, intervistando Bono su Meet The Press poco dopo le affermazioni di O'Reilly, ha proposto questa e altre problematiche al cantante rock. Bono ha risposto che la corruzione, non le malattie o la fame, è stata la maggiore minaccia per l'Africa, concordando sul fatto che organizzazioni di assistenza straniere dovrebbero decidere come andrebbe speso il denaro. D'altra parte, il cantante ha aggiunto che sarebbe meglio rischiare parte dei fondi in qualche quartiere malfamato per il bene di chi ne ha bisogno piuttosto che evitare di aiutare pensando ai truffatori.

## Partecipanti
In ordine di apparizione, i tempi sono in British Summer Time e sono indicativi dell'inizio della performance.
Legenda: W - Stadio di Wembley (Londra), JFK - Stadio JFK (Philadelphia)
- Status Quo (W 12:00)
- Style Council (W 12:20)
- Boomtown Rats (W 12:44)
- Adam Ant (W 13:00)
- INXS (esibizione tenuta a Melbourne, 13:05)
- Ultravox (W 13:20)
- Loudness (esibizione registrata in Giappone, 13:35)
- Spandau Ballet (W 13:45)
- Bernard Watson (JFK 13:50)
- Joan Baez (presentata da Jack Nicholson, JFK 14:00)
- Elvis Costello (W 14:05)
- The Hooters (JFK 14:10)
- Opus (esibizione tenuta in Austria,14:10)
- Nik Kershaw (W 14:20)
- The Four Tops (JFK 14:30)
- B.B. King (esibizione a L'Aia, 14:40)
- Billy Ocean (JFK 14:45)
- Sade (W 14:50)
- Black Sabbath (JFK 14:55)
- Yu Rock Mission (esibizione tenuta a Belgrado, 15:10)
- Run-DMC (JFK 15:10)
- Sting (con Branford Marsalis, W 15:20)
- Phil Collins
- Rick Springfield (JFK 15:30)
- REO Speedwagon (JFK 15:50)
- Howard Jones (W 15:50)
- Avtograf (esibizione tenuta a Mosca,15:55)
- Bryan Ferry (con David Gilmour dei Pink Floyd alla chitarra, W 16:10)
- Crosby, Stills and Nash (JFK 16:15)
- Udo Lindenberg (esibizione tenuta a Colonia, 16:30)
- Judas Priest (JFK 16:30)
- Paul Young (W 16:40)
- Alison Moyet
- Bryan Adams (JFK 17:00)
- U2 (W 17:20)
- The Beach Boys (JFK 17:40)
- Dire Straits (W 18:00)

- George Thorogood and the Destroyers / Bo Diddley / Albert Collins (JFK 18:25)
- Queen (introdotti dai comici Mel Smith e Griff Rhys Jones) (W 18:40)
- Simple Minds (JFK 19:05)
- David Bowie (con Thomas Dolby alle tastiere) (W 19:20)
- The Pretenders (JFK 19:40)
- The Who (W 20:00)
- Carlos Santana (JFK 20:20)
- Pat Metheny
- Elton John (W 20:50)
- Elton John (con Kiki Dee)
- Wham!
- Ashford & Simpson (JFK 21:00)
- Teddy Pendergrass
- Madonna (JFK 21:27-21:47)
- Freddie Mercury & Brian May (W 21:45)
- Paul McCartney (W 21:50)
- Band Aid (diretta da Bob Geldof) (W 21:57)
- Tom Petty (JFK 22:00)
- Kenny Loggins (JFK 22:30)
- The Cars (JFK 22:40)
- Neil Young (JFK 23:05)
- Power Station (JFK 23:40)
- Thompson Twins (JFK 0:20)
- Thompson Twins con Madonna (JFK 0:25)
- Eric Clapton (JFK 0:40)
- Phil Collins (dopo aver viaggiato sul Concorde dalla Gran Bretagna agli Stati Uniti) (JFK 01:00)
- Led Zeppelin con Phil Collins e Tony Thompson alla batteria (JFK 01:10)
- Crosby, Stills, Nash & Young (JFK 01:40)
- Duran Duran (l'ultima esibizione dei cinque membri originali, fino al 2003) (JFK 01:45)
- Cliff Richard (dal vivo alla BBC) (02:10)
- Patti LaBelle (JFK 02:20)
- Hall & Oates (con G.E. Smith dei Saturday Night Live fame alla chitarra) / Eddie Kendricks / David Ruffin (JFK 02:50)
- Mick Jagger (JFK 03:15)
- Tina Turner (JFK)
- Bob Dylan, Ronnie Wood, Keith Richards (JFK 03:40)
- USA for Africa (diretti da Lionel Richie) (JFK 3:55)

## Registrazioni / pubblicazioni Live Aid
Quando l'organizzatore Bob Geldof persuase gli artisti a partecipare al concerto, promise loro che sarebbe stato un evento unico, da non rivedere mai. Questa è la ragione per cui il concerto non è mai stato registrato nella sua interezza, e solo secondarie trasmissioni TV sono state registrate. Seguendo le richieste di Geldof, la ABC ha cancellato i nastri della sua trasmissione. In ogni caso, prima che il materiale venisse cancellato, alcune copie sono state donate allo Smithsonian Institution e presumibilmente sono andate perdute. MTV ha deciso di tenere la registrazione delle sue trasmissioni e recentemente ha ritrovato 100 nastri del Live Aid nei suoi archivi, ma molte canzoni in questi nastri sono state tagliate dai break pubblicitari e dalle presentazioni di MTV (secondo la BBC ). Anche la BBC ha deciso di tenere le sue registrazioni, ma molte esibizioni dagli Usa non sono state mostrate dalla BBC e le registrazioni di tali performance sono mancanti. Le registrazioni Rai sono state archiviate nelle stazioni Teche Rai, anche se è visibile su internet ľ esibizione dei Queen commentate in italiano.

### Registrazioni non ufficiali
Poiché la trasmissione del Live Aid è stata vista da miliardi di persone, gran parte dell'evento è stato registrato tramite apparecchi VCR ad uso domestico in varie parti del mondo e in qualità differenti. Molte di queste registrazioni sono in mono, poiché gran parte dei registratori VCR erano mono e anche perché la trasmissione europea della BBC era in mono (la trasmissione di MTV US era invece stereo). Tali registrazioni hanno iniziato a circolare tra i collezionisti e successivamente su internet. Dato che il DVD ufficiale del Live Aid include solo materiale parziale di tale evento, le fonti di distribuzione non ufficiali continuano a essere le sole sorgenti delle registrazioni complete.

### DVD ufficiale Live Aid
Un box ufficiale di 4 DVD dei concerti del Live Aid è stato pubblicato l'8 novembre, 2004. Contiene 10 ore di materiale delle 16 ore di concerto. Il DVD è stato prodotto dalla compagnia di Geldof, la Woodcharm Ltd., e distribuito dalla Warner Music Group.
La decisione di tale pubblicazione è stata presa da Bob Geldof circa 20 anni dopo il concerto originale, dopo aver visto alcune copie pirata del concerto su Internet. La pubblicazione del DVD è stata controversa, poiché in questa versione è stato deciso di non includere un sostanziale numero di tracce.
La più completa raccolta di materiale è della BBC, ed è stata la sorgente principale per il montaggio del DVD. Durante la produzione del DVD ufficiale, MTV ha prestato alla Woodcharm Ltd i suoi B-roll e materiale di contro-inquadrature; questa è stata una sorgente aggiuntiva per il materiale Usa che appare nel DVD ufficiale.
Lavorando con il materiale della BBC e di MTV, sono state scelte le esibizioni da includere e non (ad esempio, Rick Springfield, The Four Tops, The Hooters e Power Station sono alcune delle esibizioni rimaste fuori dal DVD). Inoltre, molte delle canzoni eseguite dagli artisti sono state omesse. Ad esempio Madonna ha eseguito tre canzoni da sola nel concerto, ma solo due sono state incluse nel DVD - Love Makes the World Go Round è stata omessa.
Due esecutori non sono stati inclusi sotto loro richiesta - Led Zeppelin e Carlos Santana. La rock band Led Zeppelin ha difeso la propria decisione di non essere inclusa sostenendo che la propria performance è stata "al di sotto della media", ma per dare il proprio supporto Jimmy Page e Robert Plant si sono impegnati a donare in favore della campagna il ricavato da un prossimo DVD dei Led Zeppelin, e John Paul Jones ha donato il ricavato del suo tour con i Mutual Admiration Society.
Il Cancelliere dello Scacchiere britannico Gordon Brown (in seguito Primo ministro) ha deciso che l'IVA raccolta dalla vendita del DVD sarà data in beneficenza, il che aggiungerà altre 5 sterline per ogni DVD venduto.

### Live Aid 1 Million Subscribers Event
Questo evento simboleggiava il traguardo del milione di iscritti sul canale ufficiale del Live Aid su YouTube.
Il Live Aid 1 Million Subscribers Event si è tenuto dal 28 dicembre 2022 (12.00) fino al 29 dicembre 2022 (00.40) sulla piattaforma YouTube.
È stata una maratona di 10 ore continue, in cui venivano mostrate in ordine cronologico le perforformance degli artisti, presenti solo sul canale YouTube ufficiale del Live Aid.
Era diviso in 10 video, che sono stati eliminati il 31 gennaio 2023.